# Bành Dũng
Bành Dũng (tiếng Trung: 彭勇; bính âm: Péng Yǒng; sinh tháng 1 năm 1954) là Trung tướng Quân Giải phóng Nhân dân Trung Quốc (PLA). Ông từng là Ủy viên Ban Chấp hành Trung ương Đảng Cộng sản Trung Quốc khóa XVIII, Tư lệnh Quân khu Tân Cương từ năm 2011 đến năm 2017.

## Tiểu sử

### Thân thế
Bành Dũng là người Hán sinh tháng 1 năm 1954, người Lô Long, tỉnh Hà Bắc.

### Giáo dục
Tháng 9 năm 1981 đến tháng 7 năm 1983, Bành Dũng theo học chuyên ngành chỉ huy tác chiến tại Trường Bộ binh Cao cấp Thạch Gia Trang.
Tháng 9 năm 1995 đến tháng 7 năm 1998, ông theo học hàm thụ chuyên ngành chỉ huy tác chiến tại Học viện Chỉ huy Lục quân Thạch Gia Trang.
Tháng 9 năm 2000 đến tháng 1 năm 2001, ông theo học chuyên ngành chỉ huy chiến dịch liên hợp tại Đại học Quốc phòng Trung Quốc.
Tháng 9 năm 2000 đến tháng 7 năm 2002, ông theo học hàm thụ chuyên ngành công tác chính trị tại Học viện Chính trị Tây An.
Tháng 3 đến tháng 7 năm 2006, Bành Dũng theo học lớp chiến lược tại Đại học Quốc phòng Trung Quốc.

### Sự nghiệp
Tháng 12 năm 1970, Bành Dũng tham gia Quân Giải phóng Nhân dân Trung Quốc nhận nhiệm vụ chiến sĩ Đại đội pháo binh trực thuộc Trung đoàn 187, Sư đoàn 63, Quân đoàn 21, Quân khu Lan Châu. Tháng 8 năm 1971, Bành Dũng gia nhập Đảng Cộng sản Trung Quốc. Tháng 3 năm 1975, ông được bổ nhiệm làm Trung đội trưởng Đại đội pháo binh trực thuộc Trung đoàn 187, Sư đoàn 63, Quân đoàn 21. Tháng 5 năm 1976, ông được bổ nhiệm giữ chức Ủy viên Chi bộ Đảng đại đội, Phó Chỉ đạo viên Đại đội 6, Tiểu đoàn 2, Trung đoàn 187, Sư đoàn 63, Quân đoàn 21. Tháng 4 năm 1978, ông được bổ nhiệm làm Phó Bí thư Chi bộ Đảng đại đội, Đại đội trưởng Đại đội 6, Tiểu đoàn 2, Trung đoàn 187, Sư đoàn 63, Quân đoàn 21. Tháng 4 năm 1979, ông được bổ nhiệm giữ chức Tham mưu Phòng tác chiến huấn luyện Bộ Tư lệnh Sư đoàn 63, Quân đoàn 21. Tháng 1 năm 1981, ông được luân chuyển làm Phó Bí thư Đảng ủy Tiểu đoàn, Tiểu đoàn trưởng Tiểu đoàn 2, Trung đoàn 187, Sư đoàn 63, Quân đoàn 21.
Tháng 5 năm 1983, Bành Dũng được bổ nhiệm giữ chức Ủy viên Ban Thường vụ Đảng ủy Trung đoàn, Tham mưu trưởng Trung đoàn 187, Sư đoàn 63, Quân đoàn 21. Tháng 10 năm 1984, ông được bổ nhiệm làm Phó Bí thư Đảng ủy Trung đoàn, Trung đoàn trưởng Trung đoàn 182, Sư đoàn 61, Quân đoàn 21.
Năm 1985, Quân đoàn 21 được cải tổ lại và đổi tên thành Tập đoàn quân 21 trực thuộc Quân khu Lan Châu. Tháng 11 năm 1985, Bành Dũng được bổ nhiệm lại làm Phó Bí thư Đảng ủy Trung đoàn, Trung đoàn trưởng Trung đoàn 182, Sư đoàn 61, Tập đoàn quân 21, Quân khu Lan Châu. Tháng 9 năm 1990, ông được bổ nhiệm giữ chức Ủy viên Ban Thường vụ Đảng ủy Sư đoàn, Phó Sư đoàn trưởng Sư đoàn 61, Tập đoàn quân 21. Tháng 12 năm 1994, ông được bổ nhiệm làm Phó Bí thư Đảng ủy Sư đoàn, Sư đoàn trưởng Sư đoàn 61, Tập đoàn quân 21.
Tháng 7 năm 1999, Bành Dũng được bổ nhiệm làm Ủy viên Ban Thường vụ Đảng ủy Tập đoàn quân, Tham mưu trưởng Tập đoàn quân 21, Quân khu Lan Châu. Tháng 3 năm 2004, ông được bổ nhiệm giữ chức Phó Bí thư Đảng ủy Tập đoàn quân, Tư lệnh Tập đoàn quân 47, Quân khu Lan Châu.
Tháng 6 năm 2011, Bành Dũng được bổ nhiệm giữ chức vụ Phó Bí thư Đảng ủy Quân khu, Tư lệnh Quân khu Tân Cương. Tháng 8 năm 2011, ông được bầu làm Ủy viên Ban Thường vụ Khu ủy Khu tự trị Duy Ngô Nhĩ Tân Cương kiêm Phó Bí thư Đảng ủy Quân khu, Tư lệnh Quân khu Tân Cương. Tháng 7 năm 2012, ông được thăng quân hàm Trung tướng. Ngày 14 tháng 11 năm 2012, tại phiên bế mạc của Đại hội Đảng Cộng sản Trung Quốc lần thứ 18, Bành Dũng được bầu làm Ủy viên Ban Chấp hành Trung ương Đảng Cộng sản Trung Quốc khóa XVIII.
Ngày 3 tháng 11 năm 2013, Đảng Cộng sản Trung Quốc đã quyết định cách chức Ủy viên Thường vụ Khu ủy Khu tự trị Duy Ngô Nhĩ Tân Cương đối với Bành Dũng, Tư lệnh Quân khu Tân Cương. Thay thế vị trí của Bành Dũng là Thiếu tướng Lưu Lôi, Chính ủy Quân khu Tân Cương. Quyết định cách chức Bành Dũng có liên quan đến vụ tấn công hôm 28 tháng 10 năm 2013, của 3 người Uyghur từ Tân Cương đã lái chiếc xe jeep với 400 lít xăng lao vào tường rào Tử Cấm Thành ở Thiên An Môn, khiến 5 người chết và 40 người bị thương.
Tháng 1 năm 2017, Bành Dũng được miễn nhiệm chức Tư lệnh Quân khu Tân Cương, kế nhiệm ông là Thiếu tướng Lưu Vạn Long. Tháng 1 năm 2018, ông được bầu làm Ủy viên Ủy ban Toàn quốc Hội nghị Hiệp thương Chính trị Nhân dân Trung Quốc khóa XIII nhiệm kỳ 2018 đến năm 2023.